# Ghiacciaio Silk
Il ghiacciaio Silk è uno ghiacciaio lungo circa 22 km situato nella regione meridionale della Terra di Oates, nell'Antartide orientale. Il ghiacciaio, il cui punto più alto si trova a circa 1900 m s.l.m., si trova nell'entroterra della costa di Shackleton e ha origine dal versante orientale dei monti Churchill, in particolare dalla zona compresa tra il monte Frost, a sud, e il monte Zinkovich, a nord, da cui fluisce verso est fino a unire il proprio flusso a quello del ghiacciaio Nursery.

## Storia
Il ghiacciaio Silk è stato mappato da membri dello United States Geological Survey (USGS) grazie a fotografie aeree scattate dalla marina militare statunitense (USN) nel periodo 1960-62, e così battezzato dal Comitato consultivo dei nomi antartici in onore del comandante P. R. H. Silk, della regia marina neozelandese, che comandò la HMNZS Endeavour II nelle acque antartiche nel periodo 1963-64.